# Centrum Monitoringu Wolności Prasy

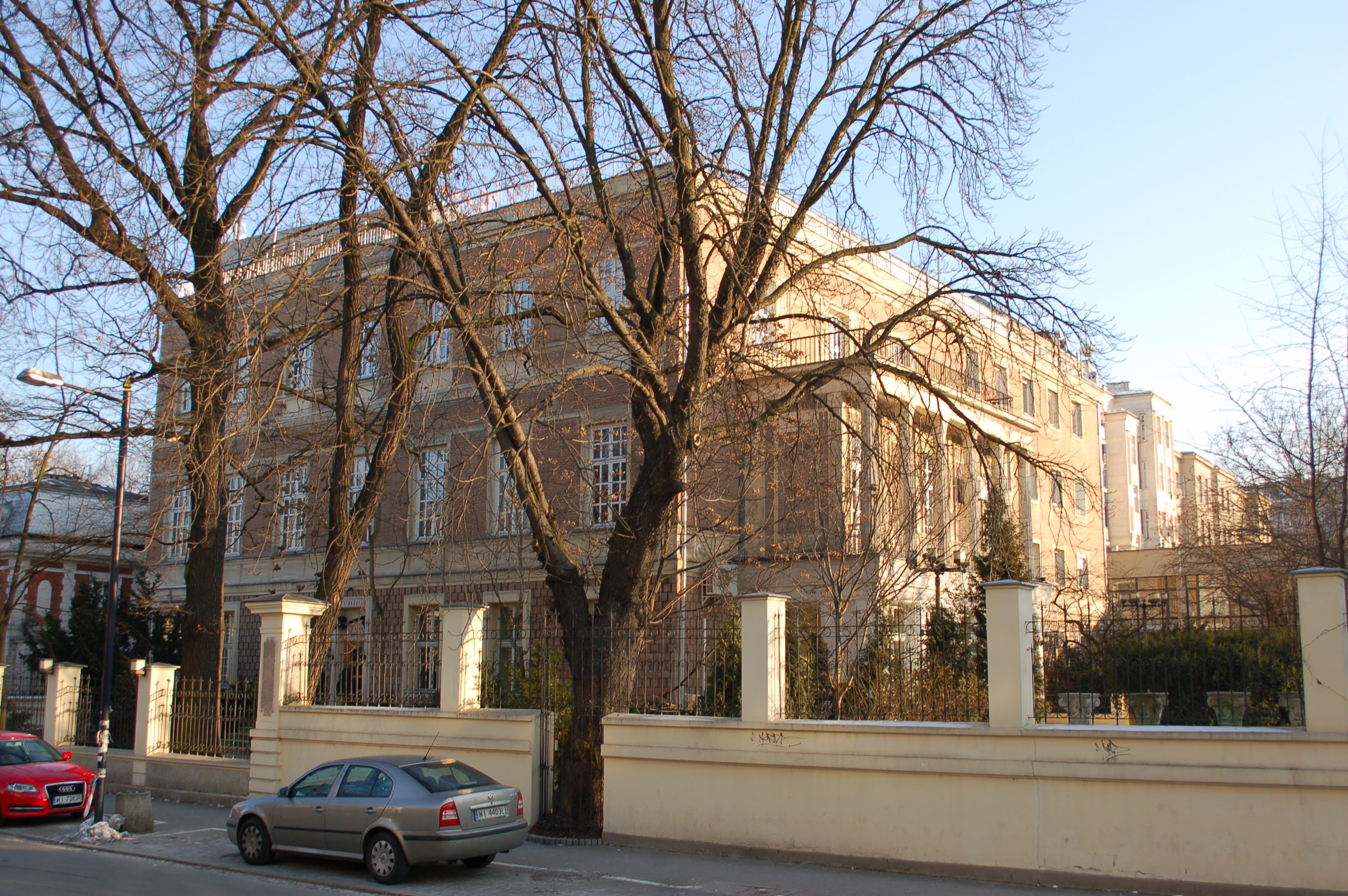
Budynek przy ul. Foksal 3 – siedziba SDP, SDRP i CMWP

Centrum Monitoringu Wolności Prasy, w skrócie CMWP (pełna nazwa: Centrum Monitoringu Wolności Prasy Stowarzyszenia Dziennikarzy Polskich, CMWP SDP; ang. Press Freedom Monitoring Center) – organ działający w strukturze Stowarzyszenia Dziennikarzy Polskich, którego zadaniem jest publiczne zajmowanie stanowiska i udzielanie pomocy dziennikarzom w przypadkach zagrożenia wolności słowa i prasy.
W zamierzeniu CMWP SDP „broni wolności słowa zgodnie z art. 10 Europejskiej Konwencji o Ochronie Praw Człowieka i Podstawowych Wolności, a szczególnie swobody dziennikarza w docieraniu do źródeł informacji, umacnia wolność prasy i mediów elektronicznych, strzeże wykorzystania wolności słowa”. W ramach swojej działalności CMWP wydaje stanowiska własne w sprawach dotyczących praw dziennikarzy i organów prasowych i wydaje publikacje w zakresie praw dziennikarzy. Siedziba mieści się w Warszawie w budynku przy ulicy Foksal 3-5 (pierwotnie zbudowany jako pałac Wołowskiego; obecnie siedzibę ma tam również SDP i Stowarzyszenie Dziennikarzy Rzeczypospolitej Polskiej).
Centrum zostało założone 1 maja 1996 na mocy uchwały Zarządu Głównego SDP. Od stycznia 1996 w składzie Rady Programowej byli Andrzej Goszczyński, Andrzej Jonas (wiceprezes SDP), prof. Andrzej Rzepliński, dr Ewa Nowińska, dr Aleksandra Wiktorowska, mec. Bogudar Kordasiewicz, od listopada 1997 Stefan Bratkowski, Andrzej Roman, prof. Andrzej Rychard, od grudnia 1998 mec. Jerzy Naumann. W sierpniu 2001 Zarząd Główny Stowarzyszenia Dziennikarzy Polskich odwołał z funkcji dyrektora CMWP Andrzeja Goszczyńskiego i Rada Programowa została rozwiązana.
Pod koniec stycznia 2002 powołano Radę Konsultacyjną, w składzie której znaleźli się Jan Stefanowicz (przewodniczący), Stefan Bratkowski, mec. Maciej Bednarkiewicz, Bohdan Cywiński, prof. Ireneusz Krzemiński, Nina Nowakowska, prof. Andrzej Paczkowski, Julia Pitera, sen. Krzysztof Piesiewicz, prof. Adam Strzembosz, Henryk Wujec. W kwietniu 2004 z uwagi na stan zdrowia skład Rady opuścili prof. Adam Strzembosz i Bohdan Cywiński, a ich miejsce zajęli mec. Michał Kulesza i prof. Andrzej Rzepliński. Rada Konsultacyjna zbiera się na posiedzeniach, wydaje opracowania oraz występuje z apelami i wystąpieniami.
Następnie do składu Rady Konsultacyjnej CMWP SDP zostali wybrani i zasiadali w niej: mec. Jan Stefanowicz (przewodniczący), dr hab. Antoni Dudek, prof. Antoni Kamiński, prof. Tadeusz Kowalski, prof. Ireneusz Krzemiński, mec. Agnieszka Metelska, Jacek Moskwa, prof. Andrzej Paczkowski, dr Joanna Taczkowska, Henryk Wujec. Funkcję wiceprzewodniczącego pełnił prof. Michał Kulesza.
Kolejnymi dyrektorami CMWP zostali: Jolanta Chojecka, Andrzej Tadeusz Kijowski (2000-2001), Jerzy Kisielewski, Andrzej Krajewski, Miłosz Marczuk, Wiktor Świetlik (od 2009), Jolanta Hajdasz (od 26 czerwca 2017).
W ostatnich latach CMWP oskarżane jest przez część środowiska medialnego o stronniczość.